# Nude on the Moon: The B-52's Anthology
Nude on the Moon: The B-52's Anthology è un album di raccolta del gruppo musicale new wave statunitense The B-52's, pubblicato nel 2002.

## Tracce
Disco 1
1. 52 Girls – 3:34
2. Dance This Mess Around – 4:36
3. Rock Lobster – 6:49
4. Lava – 4:54
5. Hero Worship – 4:07
6. Planet Claire – 4:35
7. Give Me Back My Man – 4:00
8. Private Idaho – 3:35
9. Devil in My Car – 4:28
10. Party out of Bounds – 3:21
11. Strobe Light – 3:59
12. Quiche Lorraine (Live, 1990) – 3:58
13. Mesopotamia – 3:51
14. Queen of Las Vegas – 5:40
15. Legal Tender – 3:40
16. Song for a Future Generation – 4:00
17. Trism – 3:23
18. Whammy Kiss (Live, 1989) – 3:59

Disco 2
1. Summer of Love – 4:02
2. Ain't It a Shame (New Edit) – 4:33
3. Theme for a Nude Beach (New Edit) – 4:24
4. Girl from Ipanema Goes to Greenland – 4:22
5. Wig – 4:22
6. She Brakes for Rainbows – 4:41
7. Cosmic Thing – 3:50
8. Deadbeat Club – 4:45
9. Love Shack – 5:21
10. Roam – 4:54
11. Channel Z – 4:49
12. Junebug – 5:04
13. Follow Your Bliss – 4:08
14. Good Stuff – 5:58
15. Revolution Earth – 5:50
16. Is That You Mo-Dean? (Interdimension Mix, New Edit) – 4:38
17. Debbie – 3:32

## Formazione
- Kate Pierson - voce, tastiere, organo
- Fred Schneider - voce, piano, tastiere, campanaccio
- Keith Strickland - percussioni, batteria, effetti, chitarra
- Cindy Wilson - chitarra, percussioni, voce
- Ricky Wilson - chitarra